# Bryonectria hylocomii
Bryonectria hylocomii är en svampart som först beskrevs av Döbbeler, och fick sitt nu gällande namn av Döbbeler 1998. Bryonectria hylocomii ingår i släktet Bryonectria och familjen Bionectriaceae.  Arten är reproducerande i Sverige. Inga underarter finns listade i Catalogue of Life.